# Giải bóng đá Hạng Nhất Quốc gia 2023–24
Giải bóng đá Hạng Nhất Quốc gia 2023–24, tên chính thức là Giải bóng đá Hạng Nhất Quốc gia Bia Sao Vàng 2023–24 (tiếng Anh: Gold Star V.League 2 – 2023/24) là mùa giải thứ 30 của V.League 2. Đây là năm thứ hai tập đoàn Bia Sao Vàng là nhà tài trợ chính của giải đấu. Giải bắt đầu vào ngày 21 tháng 10 năm 2023 và kết thúc vào ngày 29 tháng 6 năm 2024.
Mùa giải này sẽ là mùa giải đầu tiên kể từ mùa giải 2001–02 có lịch thi đấu xuyên năm (từ mùa thu đến mùa xuân) thay vì lịch thi đấu trong năm (từ mùa xuân đến mùa thu). Cũng sẽ có thời gian nghỉ từ ngày 25 tháng 12 năm 2023 đến ngày 10 tháng 2 năm 2024 cho Cúp bóng đá châu Á 2023 và từ ngày 7 tháng 4 năm 2024 đến ngày 3 tháng 5 năm 2024 cho Cúp bóng đá U-23 châu Á 2024.

## Thay đổi trước mùa giải

### Thay đổi đội bóng
| Xuống hạng từ V.League 1 2023 - SHB Đà Nẵng Thăng hạng từ giải Hạng Nhì 2023 - Đồng Nai - Đồng Tháp | Thăng hạng đến V.League 1 2023–24 - Quảng Nam Xuống hạng đến giải Hạng Nhì 2024 - Không có xuống hạng (do đội cuối bảng V.League 2 - 2023 Bình Phước thắng Đắk Lắk ở trận play-off) Bỏ giải - Bình Thuận |

### Đổi tên
| Tên cũ     | Tên mới                | Ngày thay đổi       |
| ---------- | ---------------------- | ------------------- |
| Phù Đổng   | Phù Đổng Ninh Bình     | 3 tháng 10 năm 2023 |
| Bình Phước | Trường Tươi Bình Phước | 3 tháng 10 năm 2023 |

### Thể thức thi đấu
Giải sẽ thi đấu vòng tròn hai lượt gồm lượt đi và lượt về với 22 vòng đấu. Đội bóng đứng đầu bảng xếp hạng sẽ giành chức vô địch và thăng hạng lên V.League 1 2024–25; đội đứng cuối bảng xếp hạng sẽ phải xuống thi đấu tại Giải hạng Nhì Quốc gia 2025.

## Các đội bóng tham dự

### Sân vận động và địa điểm
| Đội bóng               | Địa điểm  | Sân vận động            | Sức chứa |
| ---------------------- | --------- | ----------------------- | -------- |
| Bà Rịa – Vũng Tàu      | Bà Rịa    | Sân vận động Bà Rịa     | 10.000   |
| Đồng Nai               | Biên Hòa  | Sân vận động Đồng Nai   | 30.000   |
| Đồng Tháp              | Cao Lãnh  | Sân vận động Cao Lãnh   | 20.000   |
| Hòa Bình               | Hòa Bình  | Sân vận động Hòa Bình   | 3.600    |
| Huế                    | Huế       | Sân vận động Tự Do      | 25.000   |
| Long An                | Long An   | Sân vận động Long An    | 19.975   |
| Phú Thọ                | Phú Thọ   | Sân vận động Việt Trì   | 16.000   |
| Phù Đổng Ninh Bình     | Ninh Bình | Sân vận động Ninh Bình  | 20.000   |
| PVF–CAND               | Hưng Yên  | Sân vận động PVF - BCA  | 3.600    |
| SHB Đà Nẵng            | Đà Nẵng   | Sân vận động Hòa Xuân   | 20.000   |
| Trường Tươi Bình Phước | Đồng Xoài | Sân vận động Bình Phước | 11.000   |

### Số đội theo khu vực
| Xếp hạng | Khu vực                 | Đội bóng                                            |
| -------- | ----------------------- | --------------------------------------------------- |
| 3        | Đông Nam Bộ             | Bà Rịa – Vũng Tàu, Trường Tươi Bình Phước, Đồng Nai |
| 2        | Đồng bằng sông Hồng     | PVF–CAND, Phù Đổng Ninh Bình                        |
| 2        | Đồng bằng sông Cửu Long | Đồng Tháp, Long An                                  |
| 1        | Đông Bắc                | Phú Thọ                                             |
| 1        | Tây Bắc                 | Hòa Bình                                            |
| 1        | Bắc Trung Bộ            | Huế                                                 |
| 1        | Duyên hải Nam Trung Bộ  | SHB Đà Nẵng                                         |

### Nhân sự, nhà tài trợ và áo đấu
Lưu ý: Cờ cho biết đội tuyển quốc gia như đã được xác định theo quy tắc đủ điều kiện FIFA. Cầu thủ có thể có nhiều quốc tịch không thuộc FIFA.
| Đội bóng               | Huấn luyện viên    | Nhà sản xuất áo đấu | Nhà tài trợ chính (trên áo đấu) |
| ---------------------- | ------------------ | ------------------- | ------------------------------- |
| Bà Rịa – Vũng Tàu      | Nguyễn Minh Phương | Mira                | LSP                             |
| Đồng Nai               | Bùi Hữu Thái Sơn   | Demenino            | Không có                        |
| Đồng Tháp              | Bùi Văn Đông       | Mon Amie            | Đại học Văn Hiến Happy Food     |
| Hòa Bình               | Hồ Thanh Thưởng    | Kamito              | K-Elec                          |
| Huế                    | Nguyễn Đức Dũng    | VNASPORTS           | Không có                        |
| Long An                | Ngô Quang Sang     | Demenino            | Cảng Quốc tế Long An            |
| Phú Thọ                | Nghiêm Xuân Mạnh   | Vevoca              | Không có                        |
| Phù Đổng Ninh Bình     | Nguyễn Văn Đàn     | Mitre               | Phú An Thịnh                    |
| PVF–CAND               | Mauro Jeromino     | Mitre               | Không có                        |
| SHB Đà Nẵng            | Trương Việt Hoàng  | Kamito              | SHB                             |
| Trường Tươi Bình Phước | Nguyễn Anh Đức     | Fraser              | Trường Tươi Group               |

### Thay đổi huấn luyện viên
| Đội bóng               | Huấn luyện viên đi | Hình thức     | Ngày rời đi          | Vị trí xếp hạng | Huấn luyện viên đến | Ngày đến             | Ghi chú |
| ---------------------- | ------------------ | ------------- | -------------------- | --------------- | ------------------- | -------------------- | ------- |
| SHB Đà Nẵng            | Phạm Minh Đức      | Từ chức       | 16 tháng 8 năm 2023  | Trước mùa giải  | Trương Việt Hoàng   | 29 tháng 8 năm 2023  |         |
| Trường Tươi Bình Phước | Lê Thanh Xuân      | Từ chức       | 26 tháng 8 2023      | Trước mùa giải  | Nguyễn Anh Đức      | 27 tháng 9 2023      |         |
| Hòa Bình               | Lê Quốc Vượng      | Từ chức       | 29 tháng 8 2023      | Trước mùa giải  | Phạm Thành Lương    | 6 tháng 9 2023       |         |
| Long An                | Nguyễn Anh Đức     | Từ chức       | 8 tháng 9 2023       | Trước mùa giải  | Ngô Quang Sang      | 13 Tháng 10 2023     |         |
| Đồng Tháp              | Phan Thanh Bình    | Xuống đội trẻ | 2 tháng 10 năm 2023  | Trước mùa giải  | Bùi Văn Đông        | 2 tháng 10 năm 2023  |         |
| Đồng Nai               | Bùi Hữu Thái Sơn   | Hết hợp đồng  | 20 tháng 10 năm 2023 | Trước mùa giải  | Nguyễn Văn Dũng     | 20 tháng 10 năm 2023 |         |
| Đồng Nai               | Nguyễn Văn Dũng    | Sa thải       | 3 Tháng 12 2023      | Thứ 7           | Bùi Hữu Thái Sơn    | 6 Tháng 12 2023      |         |
| Phú Thọ                | Hồ Hoàng Tiến      | Hết hợp đồng  | 9 Tháng 1 2024       | Thứ 11          | Vũ Như Thành        | 9 Tháng 1 2024       |         |
| Phú Thọ                | Vũ Như Thành       | Từ chức       | 21 tháng 2 2024      | Thứ 11          | Nghiêm Xuân Mạnh    | 21 tháng 2 năm 2024  |         |
| Hòa Bình               | Phạm Thành Lương   | Từ chức       | 12 tháng 3 2024      | Thứ 10          | Hồ Thanh Thưởng     | 19 tháng 3 2024      |         |
| Đồng Tháp              | Bùi Văn Đông       | Từ chức       | 18 tháng 5 năm 2024  | Thứ 10          | Nguyễn Minh Dũng    | 18 tháng 5 năm 2023  |         |

### Cầu thủ nước ngoài
| Câu lạc bộ             | Cầu thủ 1 (Cầu thủ Việt kiều chưa có quốc tịch Việt Nam) | Cầu thủ 2 (Cầu thủ nhập tịch) | Cầu thủ 3+ (Cầu thủ Việt kiều có quốc tịch Việt Nam)1 | Cầu thủ cũ |
| ---------------------- | -------------------------------------------------------- | ----------------------------- | ----------------------------------------------------- | ---------- |
| Bà Rịa – Vũng Tàu      |                                                          |                               |                                                       |            |
| Đồng Nai               |                                                          |                               |                                                       |            |
| Đồng Tháp              |                                                          |                               |                                                       |            |
| Hòa Bình               |                                                          |                               |                                                       |            |
| Huế                    |                                                          |                               |                                                       |            |
| Phú Thọ                |                                                          |                               |                                                       |            |
| Long An                |                                                          |                               |                                                       |            |
| Phù Đổng Ninh Bình     |                                                          |                               |                                                       |            |
| PVF–CAND               |                                                          |                               | Danny Reid                                            |            |
| SHB Đà Nẵng            |                                                          |                               | Steven Đặng                                           |            |
| Trường Tươi Bình Phước |                                                          |                               |                                                       |            |

^1  Cầu thủ Việt kiều đã có quốc tịch Việt Nam được tính là nội binh.

## Bốc thăm
Lễ bốc thăm và xếp lịch thi đấu Giải bóng đá Hạng Nhất Quốc gia Bia Sao Vàng 2023–24 diễn ra vào lúc 15 giờ ngày 22 tháng 9 năm 2023 tại Hội trường tầng 2, Liên đoàn bóng đá Việt Nam, Đường Lê Quang Đạo, Phú Đô, Nam Từ Liêm, Hà Nội.

### Mã số thi đấu các đội
| Mã số | Đội                    |
| ----- | ---------------------- |
| 01    | SHB Đà Nẵng            |
| 02    | Bà Rịa – Vũng Tàu      |
| 03    | Huế                    |
| 04    | Trường Tươi Bình Phước |
| 05    | Phù Đổng Ninh Bình     |
| 06    | Phú Thọ                |

| Mã số | Đội                 |
| ----- | ------------------- |
| 07    | Hòa Bình            |
| 08    | Bình Thuận(bỏ giải) |
| 09    | Đồng Nai            |
| 10    | Long An             |
| 11    | Đồng Tháp           |
| 12    | PVF–CAND            |

## Khai mạc
Lễ khai mạc chính thức được diễn ra lúc 16:45 ngày 21 tháng 10 năm 2023 tại Sân vận động Hòa Xuân, Đà Nẵng với trận đấu khai mạc diễn ra lúc 17:00 giữa SHB Đà Nẵng và Huế.

## Lịch thi đấu và kết quả

### Lịch thi đấu

#### Vòng 1
| 21 tháng 10 năm 2023 | Hòa Bình                                                                                  | 1–1                             | Trường Tươi Bình Phước                           | Thành phố Hòa Bình, Hòa Bình                                           |  |
| 15:00                | - Trần Hữu Hoàng 10' - Nguyễn Duy Thanh 27' - Nguyễn Hồng Phúc 53' - Nguyễn Trung Đạo 71' | Chi tiết FPT Play, HTV Thể thao | - Trần Hữu Hoàng 45' (l.n.) - Nguyễn Ngọc Mỹ 53' | Sân vận động: Hòa Bình Lượng khán giả: 1.300 Trọng tài: Trương Hồng Vũ |  |

| 21 tháng 10 năm 2023 | SHB Đà Nẵng                                    | 2–0                             | Huế                    | Cẩm Lệ, Đà Nẵng                                                         |  |
| 17:00                | - Phan Văn Long 20', 33' - Lương Duy Cương 45' | Chi tiết FPT Play, HTV Thể thao | - Nguyễn Ngọc Toàn 43' | Sân vận động: Hòa Xuân Lượng khán giả: 4.000 Trọng tài: Nguyễn Hữu Tuấn |  |

| 22 tháng 10 năm 2023 | Phù Đổng Ninh Bình                                                                                                  | 2–1               | Long An                                        | Thành phố Ninh Bình, Ninh Bình                                         |  |
| 16:00                | - Nguyễn Khắc Khiêm 5' - Phạm Đăng Tuấn 45+1' - Nguyễn Chính Đăng 50' - Nguyễn Trọng Hiếu 77' - Dương Văn Cường 89' | Chi tiết FPT Play | - Nguyễn Tài Lộc 70' - Nguyễn Thành Công 90+1' | Sân vận động: Ninh Bình Lượng khán giả: 1.000 Trọng tài: Lê Thanh Tùng |  |

| 22 tháng 10 năm 2023 | Phú Thọ          | 0–2               | Bà Rịa – Vũng Tàu                                                          | Việt Trì, Phú Thọ                                                  |  |
| 16:00                | - Võ Văn Huy 65' | Chi tiết FPT Play | - Lương Thanh Ngọc Lâm 5', 30' - Trương Nhạc Minh 21' - Cao Hoàng Minh 80' | Sân vận động: Việt Trì Lượng khán giả: 300 Trọng tài: Ngô Đắc Tiến |  |

| 22 tháng 10 năm 2023 | Đồng Nai                                                                                  | 1–0               | Đồng Tháp                                                      | Biên Hòa, Đồng Nai                                                     |  |
| 17:00                | - Cao Hoàng Tú 18' 45+1' - Phạm Văn Soạn 34' - Hoàng Văn Quyết 57' - Lường Ngọc Anh 90+5' | Chi tiết FPT Play | - Phạm Hoàng Lâm 28' - Trần Quốc Đạt 66' - Lê Nhựt Huy 90 STĐ' | Sân vận động: Đồng Nai Lượng khán giả: 5.000 Trọng tài: Trần Mạnh Hùng |  |

#### Vòng 2
| 27 tháng 10 năm 2023 | Đồng Tháp           | 0–2                        | SHB Đà Nẵng                                  | Cao Lãnh, Đồng Tháp                                                   |  |
| 16:00                | - Lê Hoàng Khải 46' | Chi tiết FPT Play, HTV Key | - Phạm Văn Hữu 23' 84' - Lê Văn Hưng 53' 79' | Sân vận động: Cao Lãnh Lượng khán giả: 2.000 Trọng tài: Nguyễn Anh Vũ |  |

| 27 tháng 10 năm 2023 | Trường Tươi Bình Phước | 3–0               | Phú Thọ                                    | Đồng Xoài, Bình Phước                                                         |  |
| 17:00                | - CB PTKT Đậu Ngọc Tân 13' - Đoàn Anh Việt 26' - Nguyễn Văn Vinh 28' - Lưu Tự Nhân 43' - Võ Nhật Tân 75' - Hoàng Minh Tâm 80' - Nguyễn Phú Nguyên 87' | Chi tiết FPT Play | - Hoàng Anh Tuấn 22' - Nguyễn Văn Tiếp 57' | Sân vận động: Bình Phước Lượng khán giả: 3.000 Trọng tài: Nguyễn Kim Việt Bảo |  |

| 27 tháng 10 năm 2023 | Long An                                                                          | 3–0                             | Đồng Nai                               | Tân An, Long An                                                      |  |
| 17:00                | - Nguyễn Tài Lộc 27' - Đỗ Tấn Thành 29' - Nguyễn Văn Quý 53' - Ngô Hoàng Anh 75' | Chi tiết FPT Play, HTV Thể thao | - Nguyễn Văn Tùng 13' - Đỗ Duy Nam 72' | Sân vận động: Long An Lượng khán giả: 1.000 Trọng tài: Phan Văn Tuấn |  |

| 28 tháng 10 năm 2023 | Huế                                       | 2–0               | Phù Đổng Ninh Bình                                                                                                | Huế, Thừa Thiên Huế                                                 |  |
| 15:30                | - Trần Thành 40' - Hồ Thanh Minh 63', 68' | Chi tiết FPT Play | - Phạm Đăng Tuấn 3' - Huỳnh Kim Hùng 22' - HLV trưởng Nguyễn Văn Đàn 69' - Bùi Xuân Lộc 70' - Lê Vũ Quốc Nhật 90' | Sân vận động: Tự Do Lượng khán giả: 800 Trọng tài: Nguyễn Đức Thiện |  |

| 28 tháng 10 năm 2023 | PVF–CAND                                    | 0–0               | Hòa Bình                                                             | Văn Giang, Hưng Yên                                                                |  |
| 18:00                | - Nguyễn Đức Phú 71' - Nguyễn Hữu Nam 90+7' | Chi tiết FPT Play | - Nguyễn Trung Đạo 66' - Nguyễn Gia Bảo 86' - Nguyễn Duy Thanh 90+4' | Sân vận động: TTĐT trẻ PVF – Bộ Công An Lượng khán giả: 800 Trọng tài: Vũ Văn Việt |  |

#### Vòng 3
| 31 tháng 10 năm 2023 | Phú Thọ                                                      | 0–3                             | Long An                                                                                                  | Việt Trì, Phú Thọ                                                  |  |
| 16:00                | - Lê Xuân Hùng 51' - Bùi Huy Hoàng 64' - Nguyễn Anh Tuấn 75' | Chi tiết FPT Play, HTV Thể thao | - Lê Thanh Phong 9' - Nguyễn Khắc Vũ 43' - Phạm Trọng Hóa 65' - Nguyễn Văn Quý 75' - Trần Văn Anh Vũ 90' | Sân vận động: Việt Trì Lượng khán giả: 100 Trọng tài: Trần Thế Anh |  |

| 31 tháng 10 năm 2023 | SHB Đà Nẵng                                                                       | 2–2               | Trường Tươi Bình Phước                              | Cẩm Lệ, Đà Nẵng                                                            |  |
| 17:00                | - Hà Minh Tuấn 29' - Phan Văn Long 34' - Võ Ngọc Toàn 72' - Lương Duy Cương 90+2' | Chi tiết FPT Play | - Điểu Quy 36' - Trần Văn Hòa 75' - Võ Nhật Tân 79' | Sân vận động: Hòa Xuân Lượng khán giả: 2.000 Trọng tài: Nguyễn Trọng Tưởng |  |

| 01 tháng 11 năm 2023 | Hòa Bình               | 0–2               | Huế                                                        | Thành phố Hòa Bình, Hòa Bình                                        |  |
| 15:00                | - Nguyễn Hồng Phúc 76' | Chi tiết FPT Play | - Đinh Tuấn Tài 16' - Lê Viết Hiếu 77' - Nguyễn Văn Tú 83' | Sân vận động: Hòa Bình Lượng khán giả: 400 Trọng tài: Trần Ngọc Ánh |  |

| 01 tháng 11 năm 2023 | Phù Đổng Ninh Bình                                                       | 2–1               | Bà Rịa – Vũng Tàu            | Thành phố Ninh Bình, Ninh Bình                                          |  |
| 16:00                | - Hoàng Thanh Tùng 3', 37' - Nguyễn Khắc Khiêm 45' - Dương Văn Cường 83' | Chi tiết FPT Play | - Phạm Văn Phong 25' (ph.đ.) | Sân vận động: Ninh Bình Lượng khán giả: 800 Trọng tài: Nguyễn Nhật Minh |  |

| 01 tháng 11 năm 2023 | Đồng Nai                                                                                     | 0–0                             | PVF–CAND                               | Biên Hòa, Đồng Nai                                                    |  |
| 17:00                | - Hoàng Văn Quyết 37' - Nguyễn Văn Tùng 45' - Lường Ngọc Anh 75' - Trần Đàm Phúc Thịnh 90+7' | Chi tiết FPT Play, HTV Thể Thao | - Trần Ngọc Sơn 43' - Ngô Viết Phú 55' | Sân vận động: Đồng Nai Lượng khán giả: 2.000 Trọng tài: Trần Văn Khỏe |  |

#### Vòng 4
| 05 tháng 11 năm 2023 | Huế                                          | 0–0               | Phú Thọ              | Huế, Thừa Thiên Huế                                                  |  |
| 15:30                | - Hoàng Quang Dũng 43' - Nguyễn Hữu Tuấn 70' | Chi tiết FPT Play | - Đinh Công Hiếu 60' | Sân vận động: Tự Do Lượng khán giả: 2.000 Trọng tài: Nguyễn Hữu Tuấn |  |

| 05 tháng 11 năm 2023 | Đồng Tháp | 2–0                             | Hòa Bình                             | Cao Lãnh, Đồng Tháp                                                    |  |
| 16:00                | - Đinh Công Hiếu 60' - Phạm Hoàng Lâm 68' - Dương Vũ Linh 77' - Nguyễn Công Thành 83' - Trịnh Quang Trường 90' | Chi tiết FPT Play, HTV Thể thao | - Lê Văn Hà 22' - Nguyễn Hữu Lâm 90' | Sân vận động: Cao Lãnh Lượng khán giả: 4.000 Trọng tài: Đặng Quốc Dũng |  |

| 05 tháng 11 năm 2023 | Trường Tươi Bình Phước                                                                            | 1–1               | Phù Đổng Ninh Bình                                                    | Đồng Xoài, Bình Phước                                                     |  |
| 18:00                | - Võ Nhật Tân 23' - Lưu Tự Nhân 45' - Nguyễn Văn Vinh 67' - Trần Văn Hòa 76' - Điểu Quy 83' 90+5' | Chi tiết FPT Play | - Nguyễn Khắc Khiêm 53' - Nguyễn Hữu Tuấn 58' - Lê Vũ Quốc Nhật 90+9' | Sân vận động: Bình Phước Lượng khán giả: 3.000 Trọng tài: Nguyễn Văn Phúc |  |

| 05 tháng 11 năm 2023 | Bà Rịa – Vũng Tàu | 4–0               | Đồng Nai                                               | Bà Rịa, Bà Rịa Vũng Tàu                                             |  |
| 18:00                | - Lê Bằng Gia Huy 28' - Trương Nhạc Minh 53' - Võ Tuấn Phong 70' - Lương Thanh Ngọc Lâm 74' - Nguyễn Khánh Duy 90+3' | Chi tiết FPT Play | - Nguyễn Văn Tùng 38' - [Trợ lý HLV] Phan Thế Hiếu 62' | Sân vận động: Bà Rịa Lượng khán giả: 1.000 Trọng tài: Nguyễn Tấn Lê |  |

| 05 tháng 11 năm 2023 | PVF–CAND           | 0–0               | SHB Đà Nẵng                              | Văn Giang, Hưng Yên                                                                    |  |
| 18:00                | - Tẩy Văn Toàn 26' | Chi tiết FPT Play | - Trịnh Hoa Hùng 42' - Phan Văn Long 51' | Sân vận động: TTĐT trẻ PVF – Bộ Công An Lượng khán giả: 600 Trọng tài: Nguyễn Đắc Tiến |  |

#### Vòng 5
| 02 tháng 12 năm 2023 | Phù Đổng Ninh Bình                                                  | 1–2               | Hòa Bình | Thành phố Ninh Bình, Ninh Bình                                        |  |
| 16:00                | - Lê Trung Hiếu 5' - Khổng Minh Gia Bảo 34' - Lê Vũ Quốc Nhật 90+3' | Chi tiết FPT Play | - Nguyễn Nam Trường 42' - Nguyễn Thế Hùng 48' - Trần Vũ Ngọc Tài 74' - Lê Văn Cường 84' - Nguyễn Văn Sơn 85' | Sân vận động: Ninh Bình Lượng khán giả: 1000 Trọng tài: Lê Thanh Tùng |  |

| 02 tháng 12 năm 2023 | Đồng Nai                                                                                                   | 2–1                             | Trường Tươi Bình Phước                                                            | Biên Hòa, Đồng Nai                                                   |  |
| 17:00                | - Đoàn Văn Quý 44' - Cao Quốc Khánh 51' - Cao Hoàng Tú 56', 59' - Nguyễn Đình Đức 70' - Nguyễn Văn Sơn 76' | Chi tiết FPT Play, HTV Thể thao | - Nguyễn Văn Vinh 25' - Đoàn Huy Hoàng 33' - Nguyễn Ngọc Mỹ 41' - Lưu Tự Nhân 86' | Sân vận động: Đồng Nai Lượng khán giả: 2000 Trọng tài: Phan Văn Tuấn |  |

| 02 tháng 12 năm 2023 | Bà Rịa – Vũng Tàu | 2–0               | Đồng Tháp             | Bà Rịa, Bà Rịa Vũng Tàu                                             |  |
| 18:00                | - Nguyễn Lý Nam Cung 8' - Lương Thanh Ngọc Lâm 19' - Nguyễn Quang Huy 55' 69' - Nguyễn Sơn Hải 57' - Bùi Văn Bình 58' - Nguyễn Cao Kỳ 77' | Chi tiết FPT Play | - Nguyễn Kim Nhật 38' | Sân vận động: Bà Rịa Lượng khán giả: 2.000 Trọng tài: Nguyễn Anh Vũ |  |

| 03 tháng 12 năm 2023 | Phú Thọ                                                      | 0–4               | SHB Đà Nẵng                                                                                | Việt Trì, Phú Thọ                                                  |  |
| 15:00                | - Võ Văn Huy 29' - Nguyễn Mạnh Duy 52' - Nguyễn Văn Dũng 65' | Chi tiết FPT Play | - Phạm Văn Hữu 30', 34' - Nguyễn Phi Hoàng 60' - Phạm Đình Duy 90' - Lương Duy Cương 90+2' | Sân vận động: Việt Trì Lượng khán giả: 200 Trọng tài: Vũ Phúc Hoan |  |

| 03 tháng 12 năm 2023 | Long An                                                                             | 2–2               | PVF–CAND | Tân An, Long An                                                    |  |
| 17:00                | - Nguyễn Khắc Vũ 12' - Phạm Trọng Hóa 27' - Lê Thanh Phong 48' - Nguyễn Khắc Vũ 71' | Chi tiết FPT Play | - Thái Bá Đạt 5', 51' 56' - [HLV Thể lực] Nicholas Paul Harvey 55' - [Phiên dịch] Bùi Ngọc Tú 61' - [HLV Trưởng] Mauro Alexandre Tavares Jeronimo 90+3' | Sân vận động: Long An Lượng khán giả: 700 Trọng tài: Trần Văn Khỏe |  |

#### Vòng 6
| 09 tháng 12 năm 2023 | Phú Thọ                                                                                              | 0–1               | PVF–CAND                                                         | Việt Trì, Phú Thọ                                                       |  |
| 15:00                | - Nguyễn Mạnh Duy 9' - Quách Công Đình 50' - Đinh Công Hiếu 52' - Đinh Viết Lộc 78' - Võ Văn Huy 88' | Chi tiết FPT Play | - Huỳnh Minh Đoàn 20' - Trần Đức Nam 36' - Nguyễn Thanh Nhàn 81' | Sân vận động: Việt Trì Lượng khán giả: 500 Trọng tài: Nguyễn Ngọc Thắng |  |

| 09 tháng 12 năm 2023 | Đồng Tháp                                                                           | 0–0                             | Phù Đổng Ninh Bình                                                                                      | Cao Lãnh, Đồng Tháp                                                    |  |
| 16:00                | - Võ Ngọc Tỉnh 29' - Trần Quốc Đạt 56' - Ngô Kim Long 83' - Nguyễn Công Thành 90+5' | Chi tiết HTV Thể Thao, FPT Play | - Nguyễn Hữu Thực 15' - Nguyễn Hữu Tuấn 61' - Nguyễn Đoàn Duy Anh 73' - [HLV Trưởng] Nguyễn Văn Đàn 83' | Sân vận động: Cao Lãnh Lượng khán giả: 2.000 Trọng tài: Võ Hoài Thương |  |

| 10 tháng 12 năm 2023 | Hòa Bình                                    | 1–0                             | Đồng Nai             | Cao Lãnh, Đồng Tháp                                                    |  |
| 15:00                | - Nguyễn Nam Trường 44' - Nguyễn Anh Tú 66' | Chi tiết HTV Thể Thao, FPT Play | - Bùi Ngọc Thịnh 45' | Sân vận động: Cao Lãnh Lượng khán giả: 1000 Trọng tài: Trần Quốc Thịnh |  |

| 10 tháng 12 năm 2023 | Huế                                                                      | 2–1               | Bà Rịa – Vũng Tàu                                            | Huế, Thừa Thiên Huế                                                   |  |
| 15:00                | - Hồ Thanh Minh 23', 83' (ph.đ.) - Bùi Duy Bảo 37' - Nguyễn Tiến Tạo 92' | Chi tiết FPT Play | - Bùi Văn Bình 13' - Lê Bằng Gia Huy 26' - Nguyễn Cao Kỳ 81' | Sân vận động: Tự Do Lượng khán giả: 2000 Trọng tài: Nguyễn Ngọc Tưởng |  |

| 10 tháng 12 năm 2023 | Trường Tươi Bình Phước                                         | 2–1               | Long An                                   | Đồng Xoài, Bình Phước                                                    |  |
| 18:00                | - Nguyễn Thành Đạt 51' - Điểu Quy 72' 75' - Đoàn Huy Hoàng 83' | Chi tiết FPT Play | - Phạm Trọng Hóa 73' - Nguyễn Khắc Vũ 85' | Sân vận động: Bình Phước Lượng khán giả: 4000 Trọng tài: Nguyễn Hữu Tuấn |  |

#### Vòng 7
| 16 tháng 12 năm 2023 | Huế | 1–0                             | Đồng Tháp           | Huế, Thừa Thiên Huế                                              |  |
| 15:30                | - Trần Thành 37' - Hoàng Quang Dũng 45' - Nguyễn Ngọc Toàn 70' - Lê Viết Hiếu 90' - Ngô Hoàng Quân 90+4' | Chi tiết FPT Play, HTV Thể thao | - Lê Nhựt Huy 45+2' | Sân vận động: Tự Do Lượng khán giả: 1500 Trọng tài: Đỗ Khánh Nam |  |

| 16 tháng 12 năm 2023 | Long An                                                                                           | 2–5               | SHB Đà Nẵng | Tân An, Long An                                                      |  |
| 17:00                | - Lê Thanh Phong 10', 51' - Nguyễn Văn Quý 13' (l.n.) - Nguyễn Văn Thái 18' - Nguyễn Quốc Lộc 73' | Chi tiết FPT Play | - Phan Văn Long 9', 43' - Liễu Quang Vinh 45+1' - Nguyễn Phi Hoàng 71' - Võ Minh Đan 89' - Nguyễn Minh Quang 90+7' - Đặng Anh Tuấn 90+8' | Sân vận động: Long An Lượng khán giả: 700 Trọng tài: Nguyễn Văn Phúc |  |

| 16 tháng 12 năm 2023 | PVF–CAND | 1–0               | Bình Phước                                                 | Văn Giang, Hưng Yên                                                                 |  |
| 18:00                | - Nguyễn Bảo Long 17' - Thái Bá Đạt 53' - Huỳnh Minh Đoàn 61' - Trần Đức Nam 69' - Nguyễn Hiểu Minh 70' - Lê Minh Bình 77' | Chi tiết FPT Play | - Phan Tấn Tài 32' - Lục Xuân Hưng 44' - Đoàn Anh Việt 77' | Sân vận động: TTĐT trẻ PVF – Bộ Công An Lượng khán giả: 800 Trọng tài: Trần Thế Anh |  |

| 17 tháng 12 năm 2023 | Phù Đổng Ninh Bình                                       | 0–0                             | Đồng Nai | Thành phố Ninh Bình, Ninh Bình                                        |  |
| 16:00                | - Nguyễn Hoàng Trung Nguyên 71' - Khổng Minh Gia Bảo 78' | Chi tiết FPT Play, HTV Thể thao |          | Sân vận động: Ninh Bình Lượng khán giả: 1200 Trọng tài: Trần Ngọc Ánh |  |

| 17 tháng 12 năm 2023 | Bà Rịa – Vũng Tàu                          | 1–0               | Hòa Bình                                                                        | Bà Rịa, Bà Rịa Vũng Tàu                                            |  |
| 18:00                | - Bùi Văn Bình 55' - Tô Phương Thịnh 90+1' | Chi tiết FPT Play | - Lê Văn Hà 27' - Nguyễn Anh Tú 59' - Nguyễn Hồng Phúc 59' - Nguyễn Gia Bảo 88' | Sân vận động: Bà Rịa Lượng khán giả: 1000 Trọng tài: Trần Văn Khoẻ |  |

#### Vòng 8
| 23 tháng 12 năm 2023 | Long An                                             | 1–1                        | Hòa Bình                                                                                               | Tân An, Long An                                                       |  |
| 17:00                | - Nguyễn Thành Công 40' 67' - Nguyễn Công Tuyển 48' | Chi tiết FPT Play, HTVKeys | - Nguyễn Thế Hùng 29' - [Trợ lý HLV] Hồ Thanh Thưởng 31' - Trần Vũ Ngọc Tài 63' - Nguyễn Trung Đạo 85' | Sân vận động: Long An Lượng khán giả: 1000 Trọng tài: Nguyễn Hữu Tuấn |  |

| 24 tháng 12 năm 2023 | Đồng Tháp                                                                                  | 1–0               | Trường Tươi Bình Phước                  | Cao Lãnh, Đồng Tháp                                                   |  |
| 16:00                | - Nguyễn Trọng Huy 18' - Ngô Kim Long 33' - Nguyễn Công Thành 82' - Trịnh Quang Trường 86' | Chi tiết FPT Play | - Nguyễn Văn Vinh 18' - Lưu Tự Nhân 49' | Sân vận động: Cao Lãnh Lượng khán giả: 4000 Trọng tài: Trương Hồng Vũ |  |

| 24 tháng 12 năm 2023 | Đồng Nai | 3–0               | Phú Thọ | Biên Hòa, Đồng Nai                                                  |  |
| 17:00                | - Cao Hoàng Tú 20', 90+9' - Trần Đàm Phúc Thịnh 60' - Hồ Văn An 90' - Trương Thái Hiếu 90+6' - Đinh Thế Thuận 83' - Nguyễn Văn Sơn 90+13' | Chi tiết FPT Play | - Quách Công Đình 31' - Phạm Văn Nam 88' - Đinh Viết Lộc 89' - Trương Đức Mạnh 90+6' - Đinh Công Hiếu 90+6' - Trương Đức Mạnh 90+6' - [[[HLV Trưởng] Hồ Hoàng Tiến]] 90+6' | Sân vận động: Đồng Nai Lượng khán giả: 1500 Trọng tài: Ngô Đắc Tiến |  |

| 24 tháng 12 năm 2023 | Bà Rịa – Vũng Tàu                        | 1–3               | SHB Đà Nẵng                                                                                | Bà Rịa, Bà Rịa Vũng Tàu                                                |  |
| 18:00                | - Bùi Văn Bình 3' - Nguyễn Quang Huy 34' | Chi tiết FPT Play | - Hà Minh Tuấn 40' - Trần Vương 76' - Nguyễn Minh Quang 90+5' - Giang Trần Quách Tân 90+6' | Sân vận động: Bà Rịa Lượng khán giả: 2500 Trọng tài: Nguyễn Ngọc Tưởng |  |

| 24 tháng 12 năm 2023 | PVF–CAND                                                    | 2–1               | Huế                                                               | Văn Giang, Hưng Yên                                                                  |  |
| 18:00                | - Nguyễn Thanh Nhàn 9' - Thái Bá Đạt 11' - Lê Minh Bình 31' | Chi tiết FPT Play | - Hoàng Quang Dũng 45+2' - Nguyễn Văn Tú 64' - Nguyễn Ngọc Tú 69' | Sân vận động: TTĐT trẻ PVF – Bộ Công An Lượng khán giả: 300 Trọng tài: Lê Thanh Tùng |  |

#### Vòng 9
| 17 tháng 02 năm 2024 | Phù Đổng Ninh Bình    | 0–0                                    | PVF–CAND                                                                             | Thành phố Ninh Bình, Ninh Bình                                       |  |
| 16:00                | - Nguyễn Hữu Tuấn 43' | Chi tiết FPT Play, HTV Thể thao; TV360 | - [HLV Thể lực] Nicholas Paul Harvey 53' - Nguyễn Đức Phú 67' - Nguyễn Hiểu Minh 83' | Sân vận động: Ninh Bình Lượng khán giả: 1200 Trọng tài: Trần Thế Anh |  |

| 17 tháng 02 năm 2024 | Trường Tươi Bình Phước                                                           | 2–1                      | Bà Rịa – Vũng Tàu                              | Đồng Xoài, Bình Phước                                                    |  |
| 18:00                | - Võ Nhật Tân 16' - Nguyễn Thành Đạt 18' - Trần Đình Hùng 60' - Huỳnh Văn Ly 77' | Chi tiết FPT Play, TV360 | - Trương Hoàng Đoan Duy 55' - Bùi Văn Bình 89' | Sân vận động: Bình Phước Lượng khán giả: 3000 Trọng tài: Tăng Hoàng Tuấn |  |

| 18 tháng 02 năm 2024 | Huế                                          | 1–2                                | Long An                                  | Huế, Thừa Thiên Huế                                                   |  |
| 15:00                | - Nguyễn Văn Trọng 9' - Nguyễn Ngọc Toàn 27' | Chi tiết FPT Play, HTV Keys; TV360 | - Cù Nguyễn Khánh 10' - Dương Anh Tú 64' | Sân vận động: Tự Do Lượng khán giả: 2000 Trọng tài: Nguyễn Ngọc Thắng |  |

| 18 tháng 02 năm 2024 | Phú Thọ                                 | 1–2                      | Đồng Tháp                                                                                                  | Việt Trì, Phú Thọ                                                 |  |
| 15:00                | - Nguyễn Anh Tuấn 59' - Võ Quốc Dân 68' | Chi tiết FPT Play, TV360 | - Lê Nhựt Huy 37' - Trần Hữu Nghĩa 46' - Dương Vũ Linh 66' - Trịnh Quang Trường 70' - Nguyễn Trọng Huy 74' | Sân vận động: Việt Trì Lượng khán giả: 500 Trọng tài: Vũ Văn Việt |  |

| 18 tháng 02 năm 2024 | SHB Đà Nẵng                                                                             | 1–0                      | Đồng Nai                                  | Cẩm Lệ, Đà Nẵng                                                           |  |
| 18:00                | - Phan Văn Long 36' - Đặng Anh Tuấn 87' - Nguyễn Trọng Nam 90+3' - Phan Văn Biểu 90+10' | Chi tiết FPT Play, TV360 | - Cao Hoàng Tú 30' - Bùi Ngọc Thịnh 90+2' | Sân vận động: Hòa Xuân Lượng khán giả: 3000 Trọng tài: Trương Quang Thông |  |

#### Vòng 10
| 24 tháng 02 năm 2024 | Huế                                                        | 1–0                                    | Trường Tươi Bình Phước | Huế, Thừa Thiên Huế                                                   |  |
| 15:00                | - Hồ Thanh Minh 49' - Lê Viết Hiếu 53' - Nguyễn Văn Tú 72' | Chi tiết FPT Play, HTV Thể thao; TV360 | - Trần Văn Hòa 4'      | Sân vận động: Tự Do Lượng khán giả: 3000 Trọng tài: Nguyễn Ngọc Tưởng |  |

| 25 tháng 02 năm 2024 | Phù Đổng Ninh Bình                                                                            | 2–1                      | Phú Thọ                                                                                                 | Thành phố Ninh Bình, Ninh Bình                                        |  |
| 16:00                | - Nguyễn Chính Đăng 20' - Khổng Minh Gia Bảo 62' - Lê Vũ Quốc Nhật 67' - Nguyễn Tiến Đỉnh 88' | Chi tiết FPT Play, TV360 | - Lê Quốc Thái 54' - Nguyễn Đức Tùng 63' - Lâm Lê Phước Tiến Dũng 90+5' (ph.đ.) - Nguyễn Văn Dũng 90+7' | Sân vận động: Ninh Bình Lượng khán giả: 700 Trọng tài: Trương Hồng Vũ |  |

| 25 tháng 02 năm 2024 | Đồng Tháp                                          | 0–0                                    | PVF–CAND                                                         | Cao Lãnh, Đồng Tháp                                                        |  |
| 16:00                | - Nguyễn Trọng Huy 28' - Nguyễn Văn Quỳnh Đức 51'- | Chi tiết FPT Play, HTV Thể thao; TV360 | - Nguyễn Hiểu Minh 45+2' - Nguyễn Đức Phú 79' - Ngô Viết Phú 88' | Sân vận động: Cao Lãnh Lượng khán giả: 8000 Trọng tài: Nguyễn Kim Việt Bảo |  |

| 25 tháng 02 năm 2024 | Hòa Bình                             | 0–2                      | SHB Đà Nẵng                                                 | Thành phố Hòa Bình, Hòa Bình                                         |  |
| 17:00                | - Nguyễn Hữu Lâm 20' - Lê Văn Hà 44' | Chi tiết FPT Play, TV360 | - Phan Văn Long 16' - Phạm Văn Hữu 33' - Trịnh Hoa Hùng 68' | Sân vận động: Hòa Bình Lượng khán giả: 3000 Trọng tài: Lê Thanh Tùng |  |

| 25 tháng 02 năm 2024 | Bà Rịa – Vũng Tàu | 5–3                      | Long An                                                                    | Bà Rịa, Bà Rịa Vũng Tàu                                             |  |
| 18:00                | - Nguyễn Thái Quốc Cường 23' - Bùi Văn Bình 32' - Tô Phương Thịnh 52' - Võ Tuấn Phong 56' - Trương Nhạc Minh 58' - Phan Nhật Thanh Long 77' | Chi tiết FPT Play, TV360 | - Cù Nguyễn Khánh 12', 90+3' - Bùi Duy Nam 45+2' - Nguyễn Thành Công 90+1' | Sân vận động: Bà Rịa Lượng khán giả: 1000 Trọng tài: Trần Văn Trọng |  |

#### Vòng 11
| 01 tháng 03 năm 2024 | Phú Thọ | 1–1                      | Hòa Bình | Việt Trì, Phú Thọ                                                      |  |
| 15:00                | - Nguyễn Đức Tùng 24' - Hoàng Anh Tuấn 28' - [PGĐ ĐH] Trần Quang Tuấn 29' - CB PTKT Đậu Ngọc Tân 29' - Bùi Anh Quân 84' - Phùng Viết Trường 90+4' - Quách Công Đình 14' 90+1' | Chi tiết FPT Play, TV360 |          | Sân vận động: Việt Trì Lượng khán giả: 300 Trọng tài: Nguyễn Ngọc Tùng |  |

| 01 tháng 03 năm 2024 | SHB Đà Nẵng                                          | 2–0                                     | Phù Đổng Ninh Bình | Cẩm Lệ, Đà Nẵng                                                     |  |
| 17:00                | - Hà Minh Tuấn 41' 56' - Nguyễn Minh Quang 89' 90+4' | Chi tiết HTV Thể thao, FPT Play, TV 360 | - Bùi Xuân Lộc 69' | Sân vận động: Hòa Xuân Lượng khán giả: 1000 Trọng tài: Ngô Đắc Tiến |  |

| 02 tháng 03 năm 2024 | Đồng Nai | 1–1                                    | Huế | Biên Hòa, Đồng Nai     |  |
| 17:00                |          | Chi tiết HTV Thể thao, FPT Play, TV360 |     | Sân vận động: Đồng Nai |  |

| 02 tháng 03 năm 2024 | Long An                                                             | 1–0                      | Đồng Tháp                                                    | Tân An, Long An                                                     |  |
| 17:00                | - Cao Hoàng Tú 40' - Quan Huỳnh Thanh Quý 42' - Nguyễn Đình Đức 64' | Chi tiết FPT Play, TV360 | - Đinh Tuấn Tài 23' - Nguyễn Thành An 41' - Lê Viết Hiếu 65' | Sân vận động: Long An Lượng khán giả: 2000 Trọng tài: Trần Văn Khoẻ |  |

| 03 tháng 03 năm 2024 | PVF–CAND                                                                              | 3–0                      | Bà Rịa – Vũng Tàu               | Văn Giang, Hưng Yên                                                                     |  |
| 18:00                | - Thái Bá Đạt 12' 53' - Lê Minh Bình 82' - Hoàng Xuân Tân 89' - Huỳnh Minh Đoàn 90+2' | Chi tiết FPT Play, TV360 | - Nguyễn Lý Nam Cung 45' (l.n.) | Sân vận động: TTĐT trẻ PVF – Bộ Công An Lượng khán giả: 500 Trọng tài: Nguyễn Nhật Minh |  |

#### Vòng 12
Không thi đấu: Phù Đổng Ninh Bình
| 08 tháng 03 năm 2024 | Huế                                                                    | 0–0                      | PVF–CAND                                  | Huế, Thừa Thiên Huế                                                   |  |
| 15:00                | - Lê Viết Hiếu 34' - [Trợ lý HLV] Phan Văn Trí 57' - Nguyễn Văn Tú 89' | Chi tiết FPT Play, TV360 | - Lê Quốc Nhật Nam 15' - Tẩy Văn Toàn 89' | Sân vận động: Tự Do Lượng khán giả: 1500 Trọng tài: Nguyễn Ngọc Thắng |  |

| 08 tháng 03 năm 2024 | Phú Thọ                                                                                      | 1–0                      | Đồng Nai                                 | Việt Trì, Phú Thọ                                                   |  |
| 15:00                | - Bùi Huy Hoàng 3' - Nguyễn Anh Tuấn 74' - Lâm Lê Phước Tiến Dũng 90+4' - Trần Gia Huy 90+4' | Chi tiết FPT Play, TV360 | - Nguyễn Đình Đức 73' - Đoàn Văn Quý 88' | Sân vận động: Việt Trì Lượng khán giả: 500 Trọng tài: Lê Thanh Tùng |  |

| 08 tháng 03 năm 2024 | SHB Đà Nẵng | 0–0                      | Bà Rịa – Vũng Tàu                                                                              | Cẩm Lệ, Đà Nẵng                                                        |  |
| 17:00                |             | Chi tiết FPT Play, TV360 | - Bùi Văn Bình 63' - Nguyễn Cao Kỳ 82' - Trần Lâm Hào 84' - [NVPV] Trương Hoàng Đoan Duy 90+5' | Sân vận động: Hòa Xuân Lượng khán giả: 3000 Trọng tài: Nguyễn Hữu Tuấn |  |

| 09 tháng 03 năm 2024 | Hòa Bình                                         | 1–1                      | Long An                                                                                                   | Thành phố Hòa Bình, Hòa Bình                                       |  |
| 15:00                | - Nguyễn Thái Học 17' - Nguyễn Hồng Phúc 34' 86' | Chi tiết FPT Play, TV360 | - Nguyễn Văn Thái 12' - Ngô Hoàng Anh 62' - Cao Hoàng Trường Long 78' - Đỗ Văn Đạt 85' - Trần Anh Thi 89' | Sân vận động: Hòa Bình Lượng khán giả: 1500 Trọng tài: Vũ Văn Việt |  |

| 09 tháng 03 năm 2024 | Trường Tươi Bình Phước                      | 1–0                      | Đồng Tháp                                                      | Đồng Xoài, Bình Phước                                                  |  |
| 18:00                | - Nguyễn Thành Đạt 63' - Nguyễn Ngọc Mỹ 71' | Chi tiết FPT Play, TV360 | - Trần Hữu Thắng 24' - Nguyễn Trọng Huy 44' - Hà Trung Hậu 82' | Sân vận động: Bình Phước Lượng khán giả: 4000 Trọng tài: Nguyễn Anh Vũ |  |

#### Vòng 13
Không thi đấu: Hòa Bình
| 30 tháng 03 năm 2024 | Đồng Tháp                                                                          | 1–0                      | Phú Thọ                                                                        | Cao Lãnh, Đồng Tháp                                                    |  |
| 16:00                | - Ngô Tấn Tài 38' - Trần Hữu Nghĩa 74' - Trần Long Hải 83' - Nguyễn Đình Lợi 90+1' | Chi tiết FPT Play, TV360 | - [HLV Trưởng] Nghiêm Xuân Mạnh 41' - Trần Gia Huy 79' - Nguyễn Văn Dũng 90+3' | Sân vận động: Cao Lãnh Lượng khán giả: 1500 Trọng tài: Tăng Hoàng Tuấn |  |

| 30 tháng 03 năm 2024 | Đồng Nai                                                                           | 0–1                      | SHB Đà Nẵng                                                                                 | Biên Hòa, Đồng Nai                                                  |  |
| 17:00                | - Hồ Minh Quyền 10' - Đoàn Văn Quý 12' - Đinh Thế Thuận 66' - Nguyễn Công Tiến 87' | Chi tiết FPT Play, TV360 | - Võ Minh Đan 46' - Trịnh Hoa Hùng 73' - Phạm Văn Hữu 84' - Lương Duy Cương (sau trận đấu)' | Sân vận động: Đồng Nai Lượng khán giả: 800 Trọng tài: Nguyễn Anh Vũ |  |

| 30 tháng 03 năm 2024 | PVF–CAND | 2–1                      | Phù Đổng Ninh Bình | Văn Giang, Hưng Yên                                                                    |  |
| 18:00                | - Nguyễn Hiểu Minh 28' 50' - Nguyễn Thanh Nhàn 81' - Huỳnh Công Đến 90' - Nguyễn Đức Phú 90+2' - Nguyễn Xuân Nam 90+4' | Chi tiết FPT Play, TV360 | - Nguyễn Hữu Tuấn 21' - Nguyễn Khắc Khiêm 42' - Lê Vũ Quốc Nhật 45' - Khổng Minh Gia Bảo 56' - [HLV Trưởng] Nguyễn Văn Đàn 56' | Sân vận động: TTĐT trẻ PVF – Bộ Công An Lượng khán giả: 500 Trọng tài: Nguyễn Hữu Tuấn |  |

| 31 tháng 03 năm 2024 | Long An                                                                 | 3–1                      | Huế                                                          | Tân An, Long An                                                     |  |
| 17:00                | - Lê Thanh Phong 29', 90+3' 60' - Cù Nguyễn Khánh 51' - Bùi Duy Nam 55' | Chi tiết FPT Play, TV360 | - Hoàng Quang Dũng 33' - Trần Thành 36' - Ngô Hoàng Quân 66' | Sân vận động: Long An Lượng khán giả: 1000 Trọng tài: Trần Văn Khoẻ |  |

| 31 tháng 03 năm 2024 | Bà Rịa – Vũng Tàu | 0–2                      | Trường Tươi Bình Phước                                                                       | Bà Rịa, Bà Rịa Vũng Tàu                                             |  |
| 18:00                | - Nguyễn Khánh Duy 11' - [HLV Trưởng] Nguyễn Minh Phương 38' - Bùi Văn Bình 56' - Trần Đình Bảo 57' - Danh Hoàng Tuấn 57' - Lê Cảnh Gia Huy 63' - Trương Nhạc Minh 63' | Chi tiết FPT Play, TV360 | - Nguyễn Văn Vinh 39' - Trần Mạnh Hùng 66' - Bùi Tấn Trường 90' - Hoàng Minh Tâm 90+5' 90+5' | Sân vận động: Bà Rịa Lượng khán giả: 3500 Trọng tài: Trần Văn Trọng |  |

#### Vòng 14
| 3 tháng 4 năm 2024 | SHB Đà Nẵng                                                   | 2–0                                  | Hòa Bình                             | Cẩm Lệ,Đà Nẵng                                                        |  |
| 17:00              | - Trần Vương 3' - Liễu Quang Vinh 45+2' - Nguyễn Hữu Dũng 88' | Chi tiết FPT Play,HTV Thể Thao,TV360 | - Vũ Văn Sơn 23' - Ngô Thành Tài 44' | Sân vận động: Hòa Xuân Lượng khán giả: 3000 Trọng tài: Trương Hồng Vũ |  |

| 4 tháng 4 năm 2024 | Long An                                       | 2–0                                  | Bà Rịa – Vũng Tàu                                              | Tân An,Long An                                                        |  |
| 17:00              | - Lê Thành Phong 27' 69' - Nguyễn Văn Quý 57' | Chi tiết FPT Play,HTV Thể Thao,TV360 | - Nguyễn Hoàng Chiến 64' - Võ Tuấn Phong 76' - Phạm Lý Đức 87' | Sân vận động: Long An Lượng khán giả: 500 Trọng tài: Nguyễn Hồng Quốc |  |

| 4 tháng 4 năm 2024 | PVF–CAND                                                                                                 | 3–0                     | Đồng Tháp                                                                                                  | Văn Giang,Hưng Yên                                                                      |  |
| 18:00              | - Lê Minh Bình 25',78' - Huỳnh Minh Đoàn 45' - Lê Quốc Nhật Nam 51' - Thái Bá Đạt 76' - Trần Đức Nam 87' | Chi tiết FPT Play,TV360 | - Đoàn Anh Việt 26' - Nguyễn Minh Dũng 41' - Nguyễn Trọng Huy 45' - Hồ Trường Khang 45' - Hà Trung Hậu 73' | Sân vận động: TTĐT trẻ PVF – Bộ Công An Lượng khán giả: 600 Trọng tài: Nguyễn Đức Thiện |  |

| 5 tháng 4 năm 2024 | Phú Thọ                                     | 0–0                     | Phù Đổng          | Việt Trì,Phú Thọ                                                    |  |
| 15:00              | - Nguyễn Văn Tiếp 76' - Quách Công Đình 78' | Chi tiết FPT Play,TV360 | - Lê Vũ Quốc Nhật | Sân vận động: Việt Trì Lượng khán giả: 300 Trọng tài: Lê Thanh Tùng |  |

| 5 tháng 4 năm 2024 | Trường Tươi Bình Phước                                     | 2–1                     | Huế                                          | Đồng Xoài,Bình Phước                                                   |  |
| 18:00              | - Trần Văn Hòa 22' - Huỳnh Văn Ly 33' - Nguyễn Ngọc Mỹ 88' | Chi tiết FPT Play,TV360 | - Nguyễn Văn Tú 29' 88' - Nguyễn Ngọc Tú 76' | Sân vận động: Bình Phước Lượng khán giả: 3000 Trọng tài: Trần Văn Điền |  |

#### Vòng 15
| 4 tháng 5 năm 2024 | Đồng Tháp                                                                                            | 0–0                                    | Long An                                                        | Cao Lãnh,Đồng Tháp                                                         |  |
| 16:00              | - Trịnh Quang Trường 11' - Nguyễn Hải Nam 48' - Dương Vũ Linh 86'} - (Trợ lý HLV)Phan Thanh Bình 87' | Chi tiết FPT Play, TV360, HTV Thể thao | - Ngô Hoàng Anh 11' - Nguyễn Văn Thái 65' - Lê Hoàng Dương 86' | Sân vận động: Cao Lãnh Lượng khán giả: 2000 Trọng tài: Nguyễn Kim Việt Bảo |  |

| 5 tháng 5 năm 2024 | Phù Đổng Ninh Bình                                 | 1–0                                    | SHB Đà Nẵng                            | Thành phố Ninh Bình,Ninh Bình                                        |  |
| 16:00              | - Nguyễn Tiến Đỉnh 64' - Nguyễn Đoàn Duy Anh 90+4' | Chi tiết FPT Play, TV360, HTV Thể thao | - Lê Văn Hưng 59' - Trịnh Hoa Hùng 71' | Sân vận động: Ninh Bình Lượng khán giả: 3000 Trọng tài: Trần Thế Anh |  |

| 5 tháng 5 năm 2024 | Huế | 0–2                      | Đồng Nai                                                              | Huế,Huế                                                             |  |
| 16:00              |     | Chi tiết FPT Play, TV360 | - Hồ Minh Quyến 70' - Cao Quốc Khánh 78' - (Bác sỹ) Trần Mạnh Trí 82' | Sân vận động: Tự Do Lượng khán giả: 2500 Trọng tài: Nguyễn Hữu Tuấn |  |

| 5 tháng 5 năm 2024 | Hòa Bình | 1–0                      | Phú Thọ | Thành phố Hòa Bình,Hòa Bình                                        |  |
| 17:00              | - Lê Văn Hà 30' - Nguyễn Anh Tú 36' 82' - Nguyễn Văn Sơn 89' - Nguyễn Duy Thanh 89' - Bùi Long Nhật 90+7' - Đinh Văn Trường 90+7' | Chi tiết FPT Play, TV360 | - Đỗ Văn Việt 31' - Lê Văn Long 49' - Nguyễn Anh Tuấn 89' - Nguyễn Ngọc Tĩnh 89' - Đinh Viết Lộc 90+4' - Lâm Lê Phước Tiến Dũng 90+7' - Phùng Viết Trường 90+7' | Sân vận động: Hòa Bình Lượng khán giả: 600 Trọng tài: Ngô Đắc Tiến |  |

| 5 tháng 5 năm 2024 | Bà Rịa – Vũng Tàu                                                                                         | 1–0                      | PVF–CAND | Bà Rịa,Bà Rịa - Vũng Tàu                                               |  |
| 18:00              | - Trần Đình Bảo 5' - Bùi Văn Bình 25' - Lương Thanh Ngọc Lâm 33' - Trần Lâm Bảo 74' - Lê Cảnh Gia Huy 76' | Chi tiết FPT Play, TV360 | - Mai Tiến Thành 65' - Nguyễn Thanh Nhàn 70' - Nguyễn Xuân Bắc 87' - Nguyễn Hiểu Minh 89' - Nguyễn Quang Trường 90+3' | Sân vận động: Bà Rịa Lượng khán giả: 2000 Trọng tài: Nguyễn Ngọc Tưởng |  |

#### Vòng 16
| 10 tháng 5 năm 2024 | Trường Tươi Bình Phước | 0–0                                  | PVF–CAND                                                                  | Đồng Xoài,Bình Phước                                                  |  |
| 18:00               | - Huỳnh Văn Ly 58'     | Chi tiết FPT Play,TV360,HTV Thể thao | - Trần Ngọc Sơn 27' - (HLV Trưởng) Mauro Alexandre Tavares Jeronimo 45+1' | Sân vận động: Bình Phước Lượng khán giả: 6000 Trọng tài: Ngô Đắc Tiến |  |

| 11 tháng 5 năm 2024 | Đồng Tháp | 2–2                     | Huế                                         | Cao Lãnh,Đồng Tháp                                                   |  |
| 16:00               | - Lê Nhựt Huy 5' - Nguyễn Đình Huyên 11' - Thân Thắng Toàn 49' - Nguyễn Công Thành 56' - Hồ Trường Khang 61' - Nguyễn Trọng Huy 77' | Chi tiết FPT Play,TV360 | - Hồ Thanh Minh 25',79' - Nguyễn Văn Tú 78' | Sân vận động: Cao Lãnh Lượng khán giả: 2000 Trọng tài: Phan Văn Tuấn |  |

| 11 tháng 5 năm 2024 | Hòa Bình             | 1–0                     | Bà Rịa – Vũng Tàu    | Thành phố Hòa Bình,Hòa Bình                                                       |  |
| 17:00               | - Nguyễn Thái Học 5' | Chi tiết FPT Play,TV360 | - Cao Hoàng Minh 48' | Sân vận động: Sân vận động Hòa Bình Lượng khán giả: 1000 Trọng tài: Lê Thanh Tùng |  |

| 11 tháng 5 năm 2024 | Đồng Nai                                                         | 0–1                     | Phù Đổng                                   | Biên Hòa,Đồng Nai                                                     |  |
| 17:00               | - Hà Ngọc Vũ 45' - Quan Huỳnh Thanh Quý 48' - Bùi Ngọc Thịnh 68' | Chi tiết FPT Play,TV360 | - Lý Trung Hiếu 2' - Nguyễn Trọng Hiếu 36' | Sân vận động: Đồng Nai Lượng khán giả: 400 Trọng tài: Tăng Hoàng Tuấn |  |

| 11 tháng 5 năm 2024 | SHB Đà Nẵng                                                                  | 3–0                                    | Long An                                                                   | Cẩm Lệ,Đà Nẵng                                                        |  |
| 17:00               | - Nguyễn Minh Quang 35',46',56(P)' - Nguyễn Trọng Nam 57' - Hà Minh Tuấn 90' | Chi tiết FPT Play, TV360, HTV Thể thao | - Trần Anh Thi 4' - Nguyễn Văn Quý 13' - Cao Hoàng Trường Long Bản mẫu:Ye | Sân vận động: Hòa Xuân Lượng khán giả: 2000 Trọng tài: Trương Hồng Vũ |  |

#### Vòng 17
Không thi đấu: SHB Đà Nẵng
| 14 tháng 5 năm 2024 | PVF–CAND                                                                          | 3–0                                  | Phú Thọ                                 | Văn Giang,Hưng Yên                                                                     |  |
| 19:15               | - Nguyễn Xuân Nam 9,42' - Thái Bá Đạt 29' - Trần Đức Nam 41' - Nguyễn Hữu Nam 79' | Chi tiết FPT Play,TV360,HTV Thể thao | - Nguyễn Đức Tùng 12' - Lê Văn Long 36' | Sân vận động: TTĐT trẻ PVF – Bộ Công An Lượng khán giả: 500 Trọng tài: Trần Quốc Thịnh |  |

| 15 tháng 5 năm 2024 | Phù Đổng Ninh Bình | 1–0                     | Đồng Tháp                                                                          | Thành phố Ninh Bình,Ninh Bình                                             |  |
| 18:00               | - Nguyễn Khắc Khiêm 45' - Nguyễn Hữu Tuần 42' - Lê Vũ Quốc Nhật 56' - Phạm Đăng Tuấn 62' - Nguyễn Khắc Khiệm 67' - Lý Trung Hiếu 90' - Dương Văn Nam 90' | Chi tiết FPT Play,TV360 | - Trần Long Hải 62' - Đoàn Anh Việt 65' - Nguyễn Đình Huyên 73' - Ngô Kim Long 88' | Sân vận động: Ninh Bình Lượng khán giả: 2000 Trọng tài: Nguyễn Ngọc Thắng |  |

| 15 tháng 5 năm 2024 | Đồng Nai                         | 0–0                                  | Hòa Bình                                     | Biên Hòa,Đồng Nai                                                   |  |
| 17:00               | - Hồ Văn An 40' - Hà Ngọc Vũ 90' | Chi tiết FPT Play,TV360,HTV Thể thao | - Trần Vũ Ngọc Tài 62' - Nguyễn Thế Hùng 90' | Sân vận động: Đồng Nai Lượng khán giả: 200 Trọng tài: Trần Văn Điền |  |

| 15 tháng 5 năm 2024 | Long An                                          | 2–2                     | Trường Tươi Bình Phước                                       | Thành phố Tân An,Long An                                            |  |
| 17:00               | - Cù Nguyễn Khánh 36,46' - Nguyễn Quốc Trung 90' | Chi tiết FPT Play,TV360 | - Dương Văn Trung 90' - Nguyễn Hữu Khôi 90' - Vũ Đức Duy 45' | Sân vận động: Long An Lượng khán giả: 1500 Trọng tài: Trần Văn Khỏe |  |

| 15 tháng 5 năm 2024 | Bà Rịa – Vũng Tàu                                                       | 2–2                     | Huế                                                                              | Bà Rịa,Bà Rịa Vũng Tàu                                              |  |
| 18:00               | - Nguyễn Thái Quốc Cường 43' - Trần Đình Bảo 73' - Trương Nhạc Minh 75' | Chi tiết FPT Play,TV360 | - Nguyễn Hữu Tuấn 56' - Hồ Thanh Minh 90' - Bùi Duy Bảo 15' - Vi Đình Thượng 37' | Sân vận động: Bà Rịa Lượng khán giả: 1000 Trọng tài: Trần Mạnh Hùng |  |

#### Vòng 18
Không thi đấu: Huế
| 18 tháng 5 năm 2024 | SHB Đà Nẵng                                                                         | 3–0                                  | Phú Thọ                                                                     | Hòa Xuân,Đà Nẵng                                                   |  |
| 17:00               | - Phạm Văn Hữu 11' - Liễu Quang Vinh 48' - Phan Văn Long 70' - Nguyễn Phi Hoàng 90' | Chi tiết FPT Play,TV360,HTV Thể thao | - Nguyễn Đức Tùng 25' - (HLV Trưởng)Nghiêm Xuân Mạnh 41' - Lê Quốc Thái 50' | Sân vận động: Hòa Xuân Lượng khán giả: 1500 Trọng tài: Lê Ngọc Lợi |  |

| 19 tháng 5 năm 2024 | PVF–CAND                                                                              | 4–1                     | Long An                 | Văn Giang,Hưng Yên                                                                   |  |
| 19:15               | - Nguyễn Xuân Nam 6',60' - Trần Đức Nam 40' - Huỳnh Công Đến 76' - Nguyễn Đức Phú 87' | Chi tiết FPT Play,TV360 | - Nguyễn Quốc Trung 70' | Sân vận động: TTĐT trẻ PVF – Bộ Công An Lượng khán giả: 800 Trọng tài: Lê Thanh Tùng |  |

| 19 tháng 5 năm 2024 | Hòa Bình | 0–0 | Phù Đổng Ninh Bình                                                        | Thành phố Hòa Bình,Hòa Bình                                            |  |
| 17:00               |          |     | - (HLV Trưởng)Nguyễn Văn Đàn 21' - Lê Vũ Quốc Nhật 33' - Nguyễn Tiến Đỉnh | Sân vận động: Hòa Bình Lượng khán giả: 500 Trọng tài: Nguyễn Đức Thiện |  |

| 19 tháng 5 năm 2024 | Trường Tươi Bình Phước                                                           | 3–0 | Đồng Nai                                  | Đồng Xoài,Bình Phước                                                     |  |
| 18:00               | - Hà Châu Phi 36' - Nguyễn Văn Vinh 66' - Nguyễn Văn Tám 80,85' - Nguyễn Văn Tám |     | - Đinh Thế Thuận 31' - Bùi Ngọc Thịnh 45' | Sân vận động: Bình Phước Lượng khán giả: 6000 Trọng tài: Nguyễn Văn Phúc |  |

| 20 tháng 5 năm 2024 | Đồng Tháp                                                                             | 2–0                                  | Bà Rịa – Vũng Tàu                                                         | Cao Lãnh,Đồng Tháp                                                     |  |
| 16:00               | - Võ Ngọc Tỉnh 30' - Hà Trung Hậu 37' - Trần Hữu Thắng 41' - Trịnh Quang Trường 45+2' | Chi tiết FPT Play,TV360,HTV Thể thao | - Nguyễn Hoàng Minh Nhật 27' - Nguyễn Thế Dũng 61' - Nguyễn Trọng Bảo 74' | Sân vận động: Cao Lãnh Lượng khán giả: 1200 Trọng tài: Tăng Hoàng Tuấn |  |

#### Vòng 19
Không thi đấu: Bà Rịa - Vũng Tàu
| 24 tháng 5 năm 2024 | SHB Đà Nẵng                                                   | 3–1                                  | Đồng Tháp          | Cẩm Lệ,Đà Nẵng                                                            |  |
| 17:00               | - Nguyễn Minh Quang 12' - Phan Văn Long 33' - Võ Minh Đan 72' | Chi tiết HTV Thể Thao,FPT Play,TV360 | - Hà Trung Hậu 53' | Sân vận động: Hòa Xuân Lượng khán giả: 4000 Trọng tài: Trương Quang Thông |  |

| 24 tháng 5 năm 2024 | Phù Đổng Ninh Bình      | 1–3                     | Huế                                                              | Thành phố Ninh Bình,Ninh Bình                                      |  |
| 18:00               | - Nguyễn Văn Văn 79(P)' | Chi tiết FPT Play,TV360 | - Hồ Thanh Minh 23(P)' - Trần Văn Bun 90' - Ngô Hoàng Quân 90+4' | Sân vận động: Ninh Bình Lượng khán giả: 650 Trọng tài: Vũ Văn Việt |  |

| 25 tháng 5 năm 2024 | Phú Thọ | 0–3                     | Bình Phước                                            | Việt Trì,Phú Thọ                                                     |  |
| 16:00               |         | Chi tiết FPT Play,TV360 | - Vũ Đức Duy 24' - Điểu Quy 29' - Nguyễn Hữu Khôi 89' | Sân vận động: Việt Trì Lượng khán giả: 500 Trọng tài: Trương Hồng Vũ |  |

| 25 tháng 5 năm 2024 | Đồng Nai                               | 2–0                     | Long An | Biên Hòa,Đồng Nai                                                         |  |
| 17:00               | - Nguyễn Công Tiến 38' - Hồ Văn An 70' | Chi tiết FPT Play,TV360 |         | Sân vận động: Đồng Nai Lượng khán giả: 500 Trọng tài: Nguyễn Kim Việt Bảo |  |

| 25 tháng 5 năm 2024 | Hòa Bình              | 1–1                                    | PVF–CAND            | Thành phố Hòa Bình,Hòa Bình                                       |  |
| 17:00               | - Nguyễn Thế Hùng 64' | Chi tiết HTV Thể thao, FPT Play, TV360 | - Huỳnh Công Đến 9' | Sân vận động: Hòa Bình Lượng khán giả: 500 Trọng tài: Lê Đức Cảnh |  |

#### Vòng 20
Không thi đấu: PVF-CAND
| 15 tháng 6 năm 2024 | Đồng Tháp | 0–0                      | Đồng Nai | Cao Lãnh,Đồng Tháp                                                     |  |
| 16:00               |           | Chi tiết FPT Play, TV360 |          | Sân vận động: Cao Lãnh Lượng khán giả: 1500 Trọng tài: Nguyễn Hữu Tuấn |  |

| 15 tháng 6 năm 2024 | Long An            | 1–1                      | Phù Đổng Ninh Bình | Thành phố Tân An,Long An                                           |  |
| 17:00               | Lê Thanh Phong 28' | Chi tiết FPT Play, TV360 | Bùi Xuân Lộc 62'   | Sân vận động: Long An Lượng khán giả: 300 Trọng tài: Trần Văn Khỏe |  |

| 15 tháng 6 năm 2024 | Trường Tươi Bình Phước                       | 2–0                            | Hòa Bình | Đồng Xoài,Bình Phước                                                         |  |
| 18:00               | - Nguyễn Hữu Khôi 52' - Trần Mạnh Hùng 90+1' | Chi tiết FPT Play, HTV4, TV360 |          | Sân vận động: Bình Phước Lượng khán giả: 3000 Trọng tài: Nguyễn Kim Việt Bảo |  |

| 16 tháng 6 năm 2024 | Huế                                      | 2–2                                    | SHB Đà Nẵng          | Huế,Thừa Thiên Huế                                                   |  |
| 16:00               | - Nguyễn Ngọc Tú 54' - Hồ Thanh Minh 74' | Chi tiết FPT Play, HTV Thể thao, TV360 | Phạm Đình Duy 4',67' | Sân vận động: Tự Do Lượng khán giả: 500 Trọng tài: Nguyễn Ngọc Tưởng |  |

| 16 tháng 6 năm 2024 | Bà Rịa – Vũng Tàu                             | 3–0                      | Phú Thọ | Bà Rịa,Bà Rịa Vũng Tàu                                              |  |
| 18:00               | - Bùi Văn Bình 22',64' - Nguyễn Trọng Bảo 78' | Chi tiết FPT Play, TV360 |         | Sân vận động: Bà Rịa Lượng khán giả: 500 Trọng tài: Nguyễn Văn Chôm |  |

#### Vòng 21
Không thi đấu: Long An
| 23 tháng 6 năm 2024 | SHB Đà Nẵng                                                       | 0–0                                    | PVF–CAND                                                        | Cẩm Lệ,Đà Nẵng                                                      |  |
| 16:00               | - Lương Duy Cương 19' - Nguyễn Hữu Dũng 24' - Đặng Anh Tuấn 90+3' | Chi tiết FPT Play, HTV Thể thao, TV360 | - Nguyễn Xuân Nam 19' - Huỳnh Minh Đoàn 32' - Võ Anh Quân 90+4' | Sân vận động: Hòa Xuân Lượng khán giả: 3000 Trọng tài: Ngô Đắc Tiến |  |

| 23 tháng 6 năm 2024 | Phù Đổng Ninh Bình | 1–0                             | Trường Tươi Bình Phước                                                          | Thành phố Ninh Bình,Ninh Bình                                           |  |
| 16:00               | - Khổng Minh Gia Bảo 36' - Lê Vũ Quốc Nhật 45' - Dương Văn Trung 74' (l.n.) - Dương Văn Cường 83' - Nguyễn Trọng Hiếu 85' - Nguyễn Khắc Khiêm 89' - Nguyễn Hữu Tuấn 90+6' | 'Chi tiết FPT Play, HTV3, TV360 | - Hà Châu Phi 30' - Lưu Tự Nhân 45' - Dương Văn Trung 47' - Nguyễn Hữu Khôi 81' | Sân vận động: Ninh Bình Lượng khán giả: 2500 Trọng tài: Nguyễn Văn Phúc |  |

| 23 tháng 6 năm 2024 | Phú Thọ | 0–2                      | Huế                                                           | Việt Trì,Phú Thọ                                                    |  |
| 16:00               |         | Chi tiết FPT Play, TV360 | - Dương Anh Vũ 21' - Nguyễn Hữu Tuấn 30' - Huỳnh Thế Hiếu 50' | Sân vận động: Việt Trì Lượng khán giả: 200 Trọng tài: Lê Thanh Tùng |  |

| 23 tháng 6 năm 2024 | Hòa Bình | 1–0                      | Đồng Tháp          | Thành phố Hòa Bình,Hòa Bình                                           |  |
| 16:00               | - Nguyễn Gia Bảo 26' - Ngô Thành Tài 45' - Nguyễn Duy Thanh 60' - Nguyễn Duy Dũng 65' - Lê Văn Hà 65' - Nguyễn Thế Hùng 75' - Nguyễn Văn Sơn 84' | Chi tiết FPT Play, TV360 | Trần Hữu Thắng 28' | Sân vận động: Hòa Bình Lượng khán giả: 2000 Trọng tài: Trương Hồng Vũ |  |

| 23 tháng 6 năm 2024 | Đồng Nai                                        | 1–0                      | Bà Rịa – Vũng Tàu | Biên Hòa,Đồng Nai                                                     |  |
| 16:00               | - Cao Quốc Khánh 42' - Quan Huỳnh Thanh Quý 87' | Chi tiết FPT Play, TV360 |                   | Sân vận động: Đồng Nai Lượng khán giả: 1000 Trọng tài: Nguyễn Văn Tạo |  |

#### Vòng 22
Không thi đấu: Đồng Tháp
| 29 tháng 6 năm 2024 | Bà Rịa – Vũng Tàu                                                                           | 4–2                                              | Phù Đổng Ninh Bình                                      | Bà Rịa,Bà Rịa - Vũng Tàu                                          |  |
| 16:00               | Ghi bàn: · Bùi Văn Bình 23',35',73',77' · Thẻ phạt: · Lê Khả Đức 40' · Cao Hoàng Minh 90+1' | Tỷ số mỗi hiệp: 2–1,2–1 Chi tiết FPT Play, TV360 | Ghi bàn: · Nguyễn Chính Đăng 44' · Nguyễn Tiến Đỉnh 78' | Sân vận động: Bà Rịa Lượng khán giả: 200 Trọng tài: Nguyễn Anh Vũ |  |

| 29 tháng 6 năm 2024 | Huế                                               | 2–0                                              | Hòa Bình                       | Huế,Thừa Thiên - Huế                                              |  |
| 16:00               | Ghi bàn: · Dương Anh Vũ 24' · Nguyễn Hữu Tuấn 28' | Tỷ số mỗi hiệp: 2–0,0–0 Chi tiết FPT Play, TV360 | Thẻ phạt: · Nguyễn Hữu Lâm 81' | Sân vận động: Tự Do Lượng khán giả: 500 Trọng tài: Đặng Quốc Dũng |  |

| 29 tháng 6 năm 2024 | Trường Tươi Bình Phước                                         | 1–0                                                            | SHB Đà Nẵng                     | Đồng Xoài,Bình Phước                                                   |  |
| 16:00               | Ghi bàn: · Trần Mạnh Hùng 80' · Thẻ phạt: · Trần Mạnh Hùng 81' | Tỷ số mỗi hiệp: 0–0,1–0 Chi tiết HTV Thể thao, FPT Play, TV360 | Thẻ phạt: · Nguyễn Hữu Dũng 87' | Sân vận động: Bình Phước Lượng khán giả: 1000 Trọng tài: Trần Văn Điền |  |

| 29 tháng 6 năm 2024 | Long An | 6–2                                              | Phú Thọ | Thành phố Tân An,Long An                                            |  |
| 16:00               | Ghi bàn: · Lê Thành Phong 25'' (ph.đ.), 90' · Ngô Hoàng Anh 27' · Cù Nguyên Khánh 50',59' · Nguyễn Quốc Lộc 74' · Thẻ phạt: · Nguyễn Thành Tài 52' | Tỷ số mỗi hiệp: 2–1,4–1 Chi tiết FPT Play, TV360 | Ghi bàn: · Nguyễn Văn Dũng 6' · Nguyễn Văn Tiếp 62' · Thẻ phạt: · Đinh Viết Lộc 25' · Nguyễn Ngọc Tĩnh 33' · Bùi Anh Quân 73' | Sân vận động: Long An Lượng khán giả: 700 Trọng tài: Trần Mạnh Hùng |  |

| 29 tháng 6 năm 2024 | PVF–CAND                                                                              | 4–0                                              | Đồng Nai                         | Văn Giang,Hưng Yên                                                                      |  |
| 16:00               | Ghi bàn: · Lê Văn Đô 6' · Nguyễn Thanh Nhàn 16'' (ph.đ.), 90+2' · Nguyễn Xuân Bắc 86' | Tỷ số mỗi hiệp: 2–0,2–0 Chi tiết FPT Play, TV360 | Thẻ phạt: · Nguyễn Công Tiến 62' | Sân vận động: TTĐT trẻ PVF – Bộ Công An Lượng khán giả: 1000 Trọng tài: Nguyễn Văn Phúc |  |

### Tóm tắt kết quả
| Nhà \ Khách       | BRV | BIP | ĐNFC | ĐTFC | HBI | HUE | LAN | PHD | PHT | CND | SDN |
| ----------------- | --- | --- | ---- | ---- | --- | --- | --- | --- | --- | --- | --- |
| Bà Rịa – Vũng Tàu |     | 0–2 | 4–0  | 2–0  | 1–0 | 2–2 | 5–3 | 4–2 | 3–0 | 1–0 | 1–3 |
| Bình Phước        | 2–1 |     | 3–0  | 1–0  | 2–0 | 2–1 | 2–1 | 1–1 | 3–0 | 0–0 | 1–0 |
| Đồng Nai          | 1–0 | 1–0 |      | 1–0  | 0–0 | 1–1 | 2–0 | 0–1 | 1–0 | 0–0 | 0–2 |
| Đồng Tháp         | 2–0 | 1–0 | 0–0  |      | 2–0 | 2–2 | 0–0 | 0–0 | 1–0 | 0–0 | 0–2 |
| Hòa Bình          | 1–0 | 1–1 | 1–0  | 1–0  |     | 0–2 | 1–1 | 0–0 | 1–0 | 1–1 | 0–2 |
| Huế               | 2–1 | 1–0 | 0–2  | 1–0  | 2–0 |     | 1–2 | 2–0 | 0–0 | 0–0 | 2–2 |
| Long An           | 2–0 | 2–2 | 3–0  | 1–0  | 1–1 | 3–1 |     | 1–1 | 6–2 | 2–2 | 2–5 |
| Phù Đổng          | 2–1 | 1–0 | 0–0  | 1–0  | 1–2 | 1–3 | 2–1 |     | 2–1 | 0–0 | 1–0 |
| Phú Thọ           | 0–2 | 0–3 | 1–0  | 1–2  | 1–1 | 0–2 | 0–3 | 0–0 |     | 0–1 | 0–4 |
| PVF–CAND          | 3–0 | 1–0 | 4–0  | 3–0  | 0–0 | 2–1 | 4–1 | 2–1 | 3–0 |     | 0–0 |
| SHB Đà Nẵng       | 0–0 | 2–2 | 1–0  | 3–1  | 2–0 | 2–0 | 3–0 | 2–0 | 3–0 | 0–0 |     |

### Tiến trình mùa giải
| Đội ╲ Vòng             | 1 | 2 | 3 | 4 | 5 | 6 | 7 | 8 | 9 | 10 | 11 | 12 | 13 | 14 | 15 | 16 | 17 | 18 | 19 | 20 | 21 | 22 |
| ---------------------- | - | - | - | - | - | - | - | - | - | -- | -- | -- | -- | -- | -- | -- | -- | -- | -- | -- | -- | -- |
| Bà Rịa – Vũng Tàu      | T | N | B | T | T | B | T | B | B | T  | B  | H  | B  | B  | T  | B  | H  | B  | N  | T  | B  | T  |
| Đồng Nai               | T | B | H | B | T | B | H | T | B | N  | H  | B  | B  | N  | T  | B  | H  | B  | T  | H  | T  | B  |
| Đồng Tháp              | B | B | N | T | B | H | B | T | T | H  | B  | B  | T  | B  | H  | H  | B  | T  | B  | H  | B  | N  |
| Hòa Bình               | H | H | B | B | T | T | B | H | N | B  | H  | H  | N  | B  | T  | T  | H  | H  | H  | B  | T  | B  |
| Huế                    | B | T | T | H | N | T | T | B | B | T  | H  | H  | B  | B  | B  | H  | H  | N  | T  | H  | T  | T  |
| Long An                | B | T | T | N | H | B | B | H | T | B  | T  | H  | T  | T  | H  | B  | H  | B  | T  | H  | N  | T  |
| Phù Đổng Ninh Bình     | T | B | T | H | B | H | H | N | H | T  | B  | N  | B  | H  | T  | T  | T  | H  | B  | H  | T  | B  |
| Phú Thọ                | B | B | B | H | B | B | N | B | B | B  | H  | T  | B  | H  | B  | N  | B  | B  | B  | B  | B  | B  |
| PVF–CAND               | N | H | H | H | H | T | T | T | H | H  | T  | H  | T  | T  | B  | H  | T  | T  | H  | N  | H  | T  |
| SHB Đà Nẵng            | T | T | H | H | T | N | T | T | T | T  | T  | H  | T  | T  | B  | T  | N  | T  | T  | H  | H  | B  |
| Trường Tươi Bình Phước | H | T | H | H | B | T | B | B | T | B  | N  | T  | T  | T  | N  | H  | H  | T  | T  | T  | B  | T  |

## Bảng xếp hạng
| VT | Đội                    | ST | T  | H  | B  | BT | BB | HS  | Đ  | Thăng hạng hoặc xuống hạng                |
| -- | ---------------------- | -- | -- | -- | -- | -- | -- | --- | -- | ----------------------------------------- |
| 1  | SHB Đà Nẵng (C, P)     | 20 | 13 | 5  | 2  | 37 | 10 | +27 | 44 | Thăng hạng lên V.League 1 2024–25         |
| 2  | PVF–CAND               | 20 | 9  | 10 | 1  | 26 | 7  | +19 | 37 | Tham dự trận play–off                     |
| 3  | Trường Tươi Bình Phước | 20 | 10 | 5  | 5  | 28 | 15 | +13 | 35 |                                           |
| 4  | Huế                    | 20 | 8  | 6  | 6  | 26 | 22 | +4  | 30 |                                           |
| 5  | Phù Đổng Ninh Bình     | 20 | 7  | 7  | 6  | 17 | 20 | −3  | 28 |                                           |
| 6  | Long An                | 20 | 7  | 6  | 7  | 35 | 34 | +1  | 27 |                                           |
| 7  | Bà Rịa – Vũng Tàu      | 20 | 8  | 2  | 10 | 28 | 27 | +1  | 26 |                                           |
| 8  | Hòa Bình               | 20 | 5  | 8  | 7  | 11 | 19 | −8  | 23 |                                           |
| 9  | Đồng Nai               | 20 | 6  | 5  | 9  | 12 | 21 | −9  | 23 |                                           |
| 10 | Đồng Tháp              | 20 | 5  | 5  | 10 | 11 | 19 | −8  | 20 |                                           |
| 11 | Phú Thọ (R)            | 20 | 1  | 3  | 16 | 6  | 43 | −37 | 6  | Xuống thi đấu Giải hạng Nhì Quốc gia 2025 |

### Vị trí các đội qua các vòng đấu
| Đội ╲ Vòng             | 1                 | 2  | 3  | 4  | 5  | 6  | 7  | 8  | 9  | 10 | 11 | 12 | 13 | 14 | 15 | 16 | 17 | 18 | 19 | 20 | 21 | 22 |   |
| ---------------------- | ----------------- | -- | -- | -- | -- | -- | -- | -- | -- | -- | -- | -- | -- | -- | -- | -- | -- | -- | -- | -- | -- | -- | - |
| Đội ╲ Vòng             | Bà Rịa – Vũng Tàu | 1  | 4  | 7  | 5  | 2  | 3  | 3  | 4  | 4  | 3  | 4  | 4  | 6  | 6  | 5  | 6  | 6  | 7  | 7  | 7  | 7  | 7 |
| Đồng Nai               | 4                 | 7  | 6  | 7  | 6  | 9  | 8  | 5  | 7  | 9  | 8  | 8  | 9  | 9  | 8  | 10 | 9  | 10 | 9  | 8  | 8  | 9  |   |
| Đồng Tháp              | 9                 | 10 | 10 | 9  | 9  | 10 | 10 | 10 | 9  | 8  | 9  | 9  | 7  | 8  | 9  | 9  | 10 | 9  | 10 | 9  | 10 | 10 |   |
| Hòa Bình               | 6                 | 8  | 9  | 10 | 8  | 6  | 7  | 8  | 10 | 10 | 10 | 10 | 10 | 10 | 10 | 8  | 8  | 9  | 9  | 10 | 9  | 8  |   |
| Huế                    | 10                | 5  | 3  | 2  | 4  | 2  | 2  | 2  | 3  | 2  | 3  | 3  | 5  | 5  | 6  | 7  | 7  | 6  | 5  | 5  | 5  | 4  |   |
| Long An                | 8                 | 3  | 2  | 4  | 3  | 7  | 9  | 9  | 6  | 7  | 5  | 6  | 4  | 3  | 3  | 4  | 4  | 5  | 6  | 6  | 6  | 6  |   |
| Phù Đổng Ninh Bình     | 3                 | 6  | 4  | 3  | 5  | 5  | 6  | 7  | 8  | 5  | 6  | 7  | 8  | 7  | 7  | 5  | 5  | 4  | 4  | 4  | 4  | 5  |   |
| Phú Thọ                | 11                | 11 | 11 | 11 | 11 | 11 | 11 | 11 | 11 | 11 | 11 | 11 | 11 | 11 | 11 | 11 | 11 | 11 | 11 | 11 | 11 | 11 |   |
| PVF–CAND               | 7                 | 9  | 8  | 8  | 8  | 8  | 4  | 3  | 2  | 4  | 2  | 2  | 2  | 2  | 2  | 2  | 2  | 2  | 2  | 2  | 2  | 2  |   |
| SHB Đà Nẵng            | 2                 | 1  | 1  | 1  | 1  | 1  | 1  | 1  | 1  | 1  | 1  | 1  | 1  | 1  | 1  | 1  | 1  | 1  | 1  | 1  | 1  | 1  |   |
| Trường Tươi Bình Phước | 5                 | 2  | 5  | 6  | 7  | 4  | 5  | 6  | 5  | 6  | 7  | 5  | 3  | 4  | 4  | 3  | 3  | 3  | 3  | 3  | 3  | 3  |   |

## Play–off
Trận đấu play-off xác định đội giành quyền thi đấu tại V.League 1 mùa giải 2024–25, diễn ra giữa đội xếp thứ 13 giải vô địch Quốc gia 2023–24 (Hồng Lĩnh Hà Tĩnh) và đội xếp thứ hai giải Hạng Nhất Quốc gia 2023–24 (PVF-CAND).
| 6 tháng 7 năm 2024 | Hồng Lĩnh Hà Tĩnh | 3–2                      | PVF–CAND                                                    | Đống Đa, Hà Nội                                                                   |  |
| 18:00 UTC+7        | - Trần Đình Tiến 45+4' 73' (ph.đ.) - Nguyễn Trọng Hoàng 48' - Vũ Viết Triều 78' - Phạm Văn Long 80' 90+10' - Nguyễn Văn Nhuần 83' | Chi tiết FPT Play, TV360 | - Nguyễn Hiểu Minh 28' - Lê Văn Đô 76' - Lê Minh Bình 90+4' | Sân vận động: Hàng Đẫy Lượng khán giả: 5.000 Trọng tài: Mohamad Ismail (Malaysia) |  |

## Thống kê mùa giải

### Cầu thủ ghi bàn hàng đầu
| Thứ hạng | Cầu thủ              | Câu lạc bộ        | Bàn thắng |
| -------- | -------------------- | ----------------- | --------- |
| 1        | Hồ Thanh Minh        | Huế               | 8         |
| 2        | Lê Thanh Phong       | Long An           | 7         |
| 2        | Phan Văn Long        | SHB Đà Nẵng       | 7         |
| 4        | Nguyễn Minh Quang    | SHB Đà Nẵng       | 6         |
| 4        | Cù Nguyễn Khánh      | Long An           | 6         |
| 6        | Cao Hoàng Tú         | Đồng Nai          | 5         |
| 6        | Bùi Văn Bình         | Bà Rịa – Vũng Tàu | 5         |
| 6        | Lương Thanh Ngọc Lâm | Bà Rịa – Vũng Tàu | 5         |
| 6        | Phạm Văn Hữu         | SHB Đà Nẵng       | 5         |
| 10       | Thái Bá Đạt          | PVF–CAND          | 4         |

### Hat-trick
| Cầu thủ           | Câu lạc bộ  | Đối thủ | Kết quả | Ngày                |
| ----------------- | ----------- | ------- | ------- | ------------------- |
| Nguyễn Minh Quang | SHB Đà Nẵng | Long An | 3–0 (H) | 11 tháng 5 năm 2024 |

## Các sự việc liên quan đến giải đấu
Năm 2024, 5 cầu thủ của Bà Rịa – Vũng Tàu gồm Nguyễn Sơn Hải, Trần Kỳ Anh, Nguyễn Quang Huy, Lê Bằng Gia Huy và Phạm Văn Phong bị bắt vì những cáo buộc liên quan đến cá cược và dàn xếp tỉ số trong thất bại 1-3 của đội trước SHB Đà Nẵng diễn ra vào ngày 23 tháng 12 năm 2023.